# 知久清志
知久 清志（ちく きよし、1959年〈昭和34年〉10月20日 - ）は、日本の政治家。茨城県猿島郡五霞町長（1期）。元埼玉県福祉部長、元埼玉県医師会事務局長。

## 略歴
茨城県猿島郡五霞町元栗橋に生まれる。
五霞町立五霞西小学校、五霞町立五霞中学校、茨城県立古河第三高等学校を経て立教大学法学部法学科を卒業。
1983年、埼玉県入庁。教育局、環境部、土木部を経て福祉部に配属される。以来、25年間福祉行政に従事する。埼玉県東部中央福祉事務所長、福祉部福祉政策課長を経て、2018年に埼玉県福祉部長に就任。2020年3月に退職後、一般社団法人埼玉県医師会事務局長に就任。
2023年4月、五霞町長選挙に立候補し、初当選。